# Alice Regnault

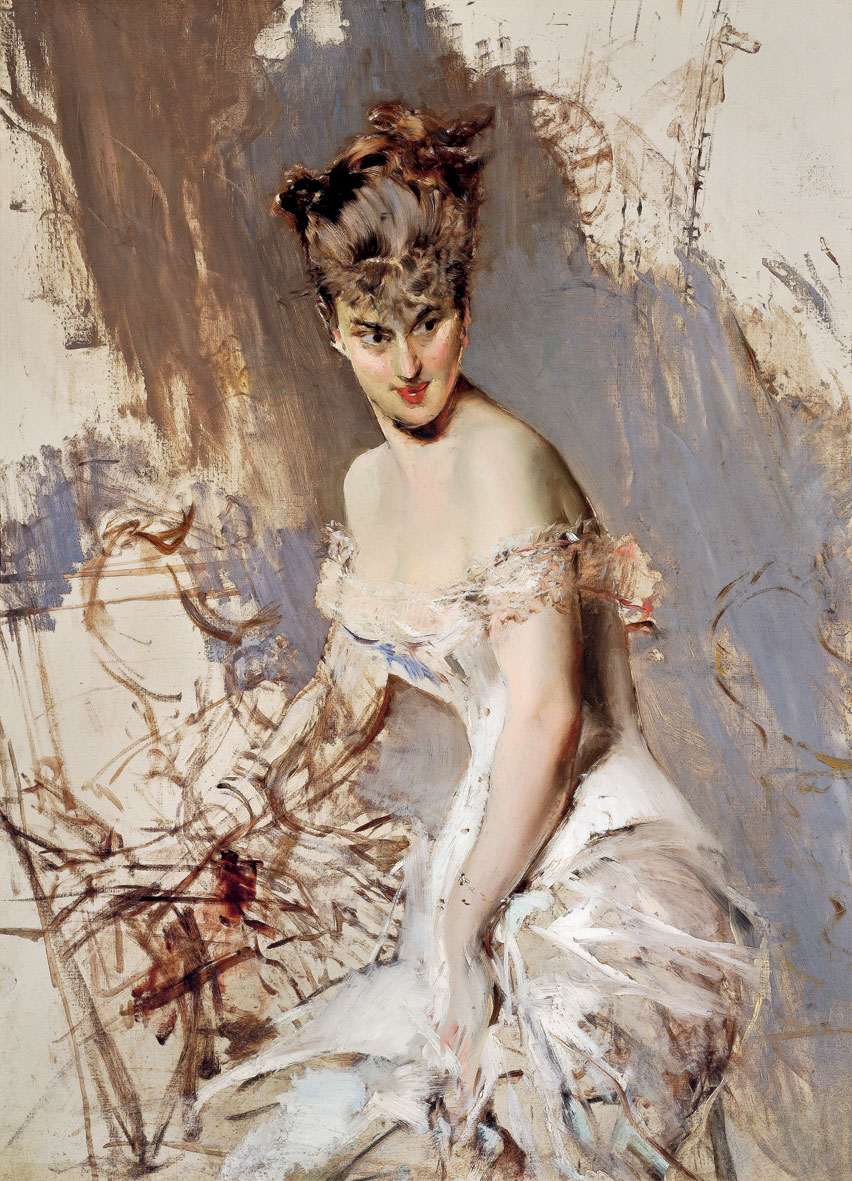
Giovanni Boldini: Alice Regnault, Öl auf Leinwand, 1884

Alice Regnault; eigentlich Augustine-Alexandrine Toulet (* 5. Februar 1849 in der Normandie; † 12. Juli 1931 in Paris) war eine französische Schauspielerin und Autorin.

## Leben
Alice Regnault stammte aus der Normandie und kam um 1864 nach Paris, wo sie anfangs als Prostituierte ihren Lebensunterhalt verdiente. Später spielte sie in mehreren Theatern der Stadt und trat auch als Sängerin im „Rotonde“ in Moulins auf. Im Mai 1887 heiratete Regnault auf dem Standesamt von Montmartre den Journalisten und Kunstkritiker Octave Mirbeau (1848–1917).

## Literarische Werke
- 1886 Mademoiselle Pomme
- 1888 La Famille Carmettes

## Bilder

Alice Regnault im Bühnenkostüm, 1867
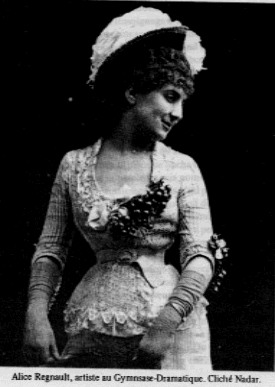
Alice Regnault, um 1880